# Catacraerus tessmanni
Catacraerus tessmanni är en skalbaggsart som beskrevs av Heinrich Bickhardt 1920. Catacraerus tessmanni ingår i släktet Catacraerus och familjen stumpbaggar. Inga underarter finns listade i Catalogue of Life.